# Томська ТЕЦ-3
Томська ТЕЦ-3 — теплова електростанція у Томській області Росії.
Спершу на майданчику ТЕЦ ввели в дію паро-водогрійну котельню, яка отримала п'ять парових котлів типу Е-160-24-250-БТ продуктивністю по 160 тонн пари на годину, які стали до ладу в 1988 (два), 1989, 1990 та 1991 роках. Перші три з них постачив Таганрозький котельний завод, тоді як два наступні виготовив Барнаульський котельний завод.
В 1996-му запустили енергоблок № 1 з паровою турбіною виробництва Уральського турбінного заводу типу ПТ-140/165-130/15-3 потужністю 140 МВт. Живлення турбіни забезпечують два парові котли від Барнаульського котельного заводу типу БКЗ-500-140 продуктивністю по 500 тонн пари на годину (другий з котлів блоку ввели в 2000-му)
Теплова потужність ТЕЦ становить 780 Гкал/год, з яких 470 Гкал/год припадає на паро-водогрійну котельню.
Важливим споживачем теплової енергії є розташований по сусідству «Томськнафтохім» (тут, зокрема, діє установка парового крекінгу). Втім, можливо відзначити, що первісний проект ТЕЦ був розрахований на набагато потужнішу індустріальну зону та передбачав встановлення 6 турбін загальною потужністю 1020 МВт.
Як паливо ТЕЦ використовує природний газ, що надходить до регіону по трубопроводу Нижньовартовськ – Кузбас.
Для видалення продуктів згоряння призначені два димарів — заввишки 270 метрів для енергетичних котлів та висотою 240 метрів для паро-водогрійної котельні.
Для технологічних потреб використовується вода з річки Том.
Видача продукції відбувається по ЛЕП, що працюють під напругою 110 кВ та 220 кВ.